# West Maas en Waal
West Maas en Waal és un municipi de la província de Gelderland, al centre-est dels Països Baixos. L'1 de gener del 2009 tenia 18.319 habitants repartits sobre una superfície de 85,15 km² (dels quals 7,77 km² corresponen a aigua). Limita al nord-oest amb Tiel, al nord-est amb Neder-Betuwe, a l'oest amb Neerijnen, a l'est amb Druten, al sud-oest amb Maasdriel, al sud amb Oss (NB) i Lith (NB) i al sud-est amb Wijchen.

## Centres de població
Alphen aan de Maas, Altforst, Appeltern, Beneden-Leeuwen, Boven-Leeuwen, Dreumel, Maasbommel i Wamel.

## Administració
- Dorpslijst Dreumel 3 regidors
- CDA 3 regidors
- VVD 2 regidors
- PvdA 2 regidors
- F.D. Boven-Leeuwen 2 regidors
- F.D. Maasdorpen 2 regidors
- Partij Beneden-Leeuwen 1 regidor
- F.D. Wamel 1 regidor
- F.D. Beneden-Leeuwen 1 regidor